# Giacinto Ambrosini
Giacinto Ambrosini (Bolonia, Italia, 1605-ídem, 1672) fue un botánico italiano.

## Biografía
Giacinto Ambrosini era el hermano menor del naturalista Bartolomeo Ambrosini (1588-1657) y el sucesor de la Cátedra de botánica de la Universidad de Bolonia y de la dirección del jardín botánico .
Es el autor del catálogo de las plantas en este jardín, Hortus Bononiæ studiosirum consitus, así como un diccionario botánico publicado poco antes de su muerte, Phytologia, el segundo volumen del libro, que iba a ser dedicado a los árboles nunca fue publicado.